# James Gillett
James Norris Gillett (ur. 20 września 1860 w Viroqua w stanie Wisconsin, zm. 20 kwietnia 1937 w Berkeley w stanie Kalifornia) – amerykański polityk, działacz Partii Republikańskiej, prawnik.

## Życiorys
W latach 1897–1900 zasiadał w Senacie stanu Kalifornia. Od 4 marca 1903 do 4 listopada 1906 reprezentował 1. okręg Kalifornii w Izbie Reprezentantów Stanów Zjednoczonych. W latach 1907–1911 pełnił funkcję gubernatora Kalifornii.
Był dwukrotnie żonaty. Miał czworo dzieci.